# Liao Wan-yu
Liao Wan-yu (ur. 19 kwietnia 1984 na Tajwanie) – tajwańska siatkarka grająca jako przyjmująca. Obecnie nie występuje w żadnym klubie.